# Блик (элемент светотени)
Блик — элемент светоте́ни — световое пятно на ярко освещённой выпуклой или плоской глянцевой поверхности. Возникает вследствие зеркального или зеркально-диффузного отражения яркого источника света, чаще всего солнца, на предмете. В изобразительном искусстве, главным образом в живописи, блики вместе с рефлексами и валёрами являются частью тепло-холодных отношений в моделировке формы тоном и цветом.
Также бликом называют яркие пятна на фотографии, возникшие вследствие переотражения света в линзах объектива (см. также «боке»).
Эффект светового блика часто имитируется в трёхмерной графике и компьютерных играх. Реализуется при помощи моделей освещения, например, модели освещения по Фонгу.

## Примеры

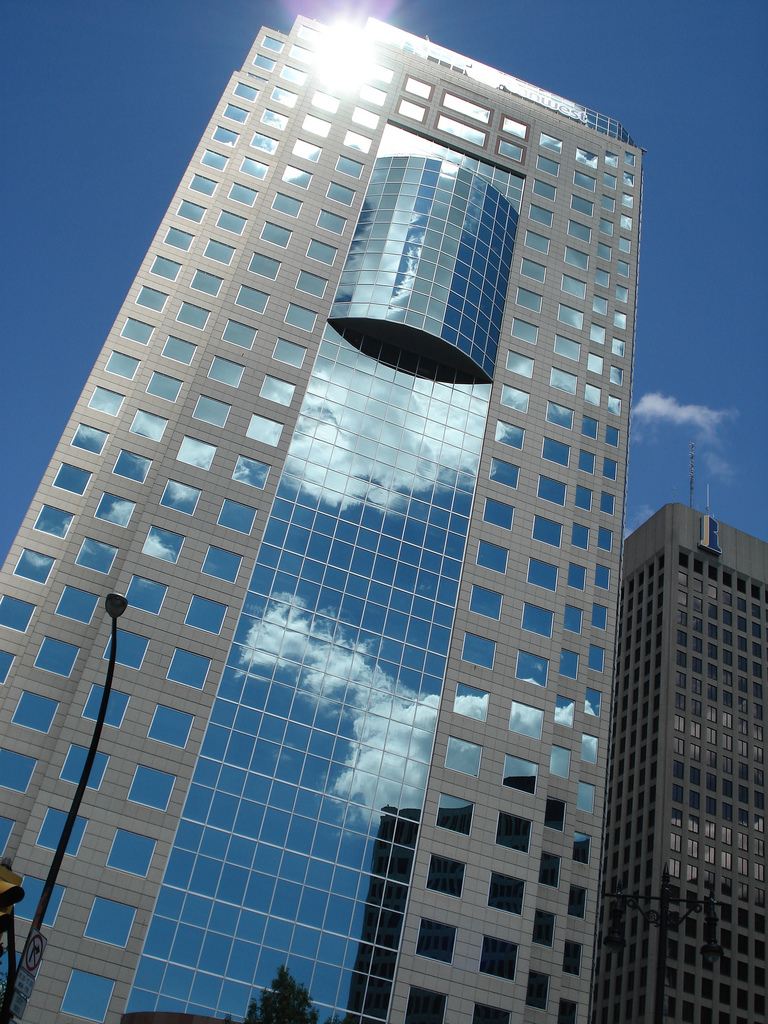
Красивый блик на здании
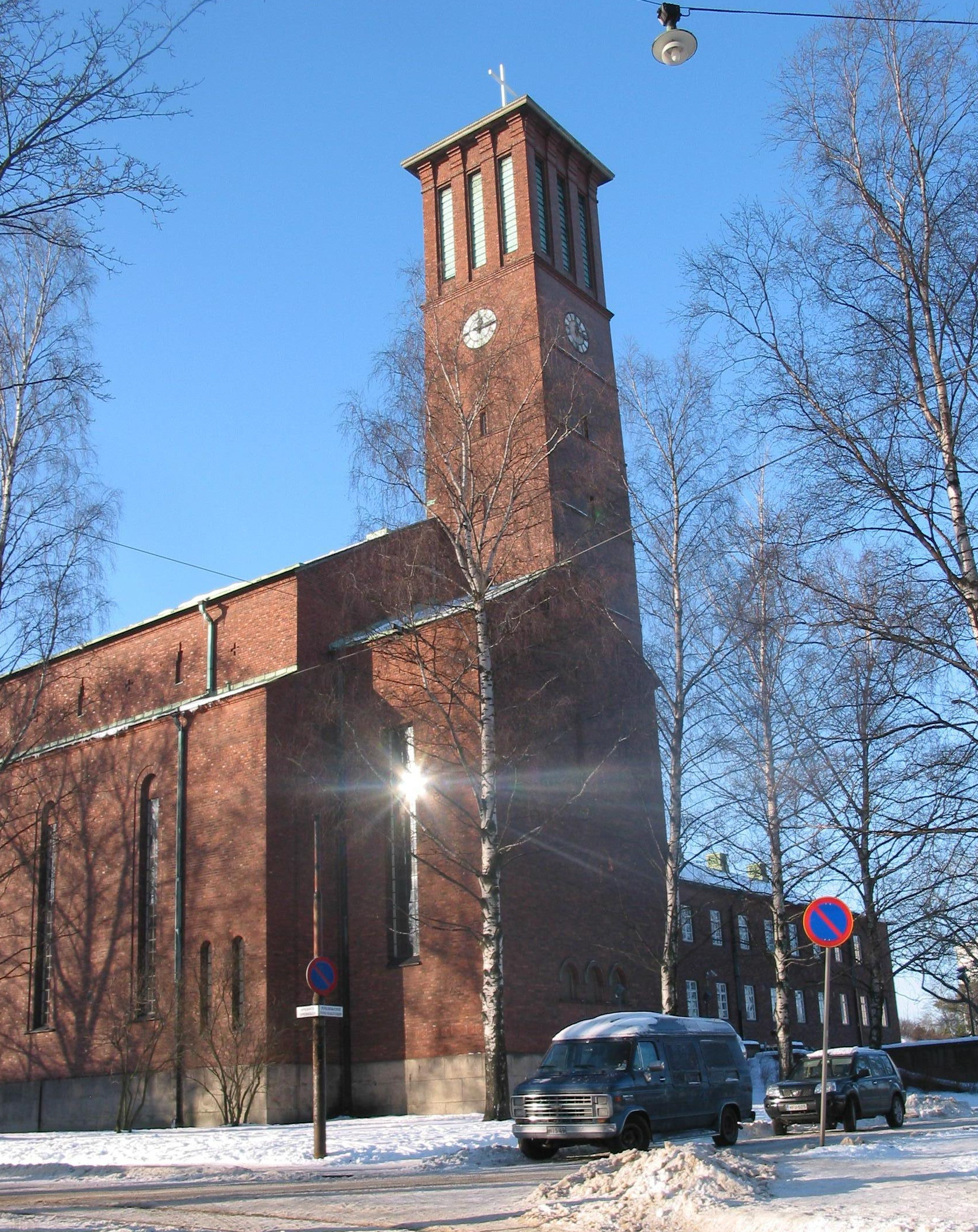
Блик на здании, посередине
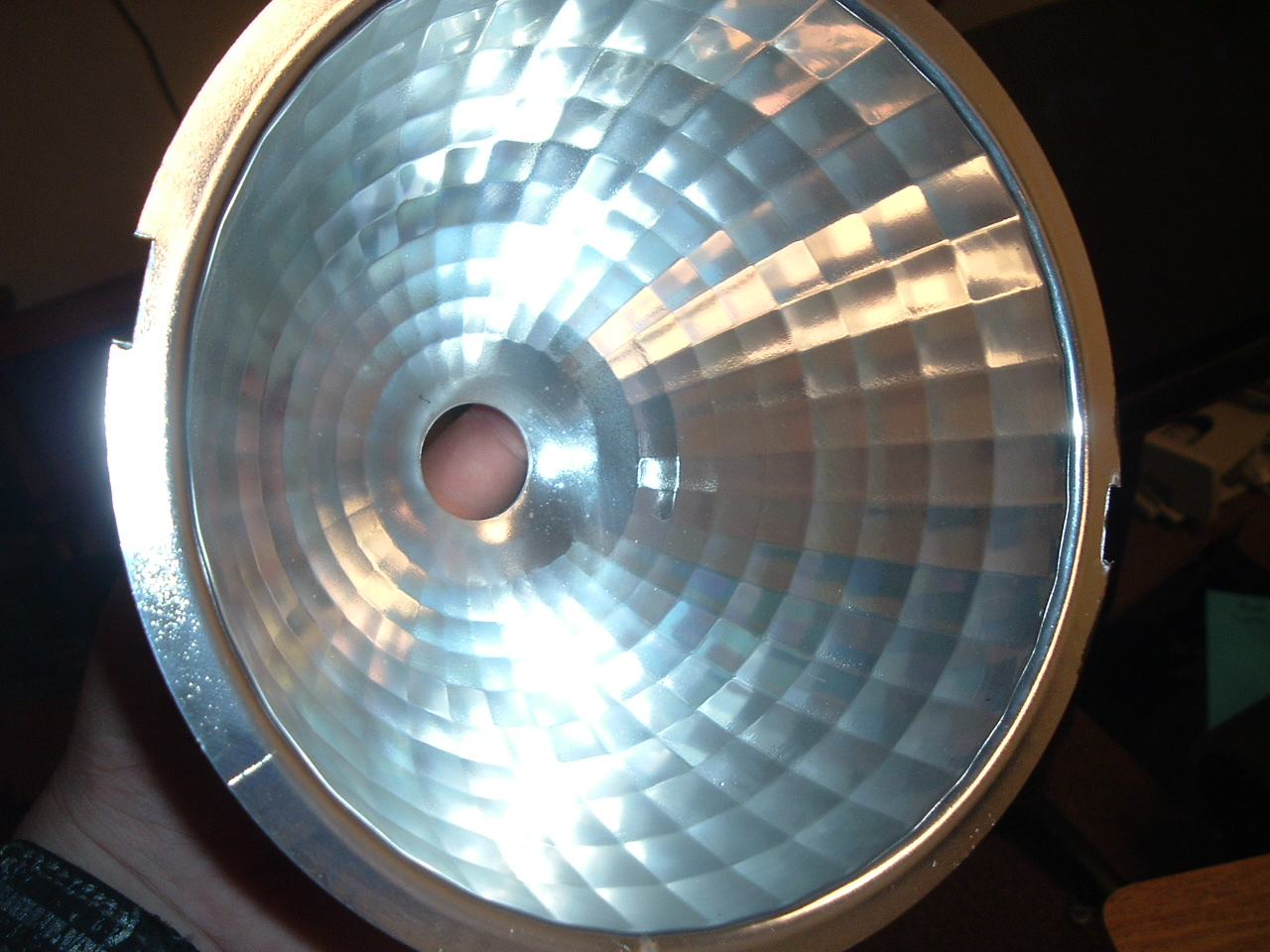
Блики на гранёной поверхности
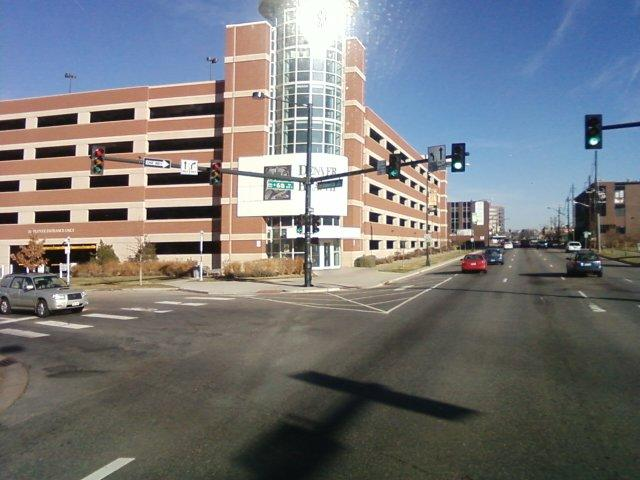
Фотография значительно испорчена бликом
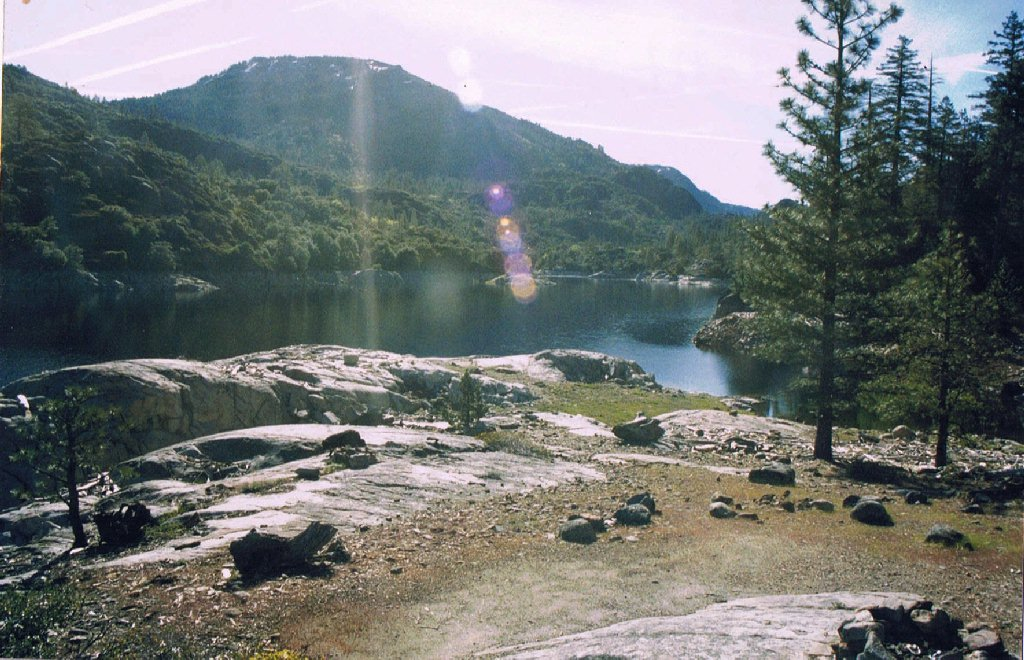
Обычное проявление блика от переотражения света от линз
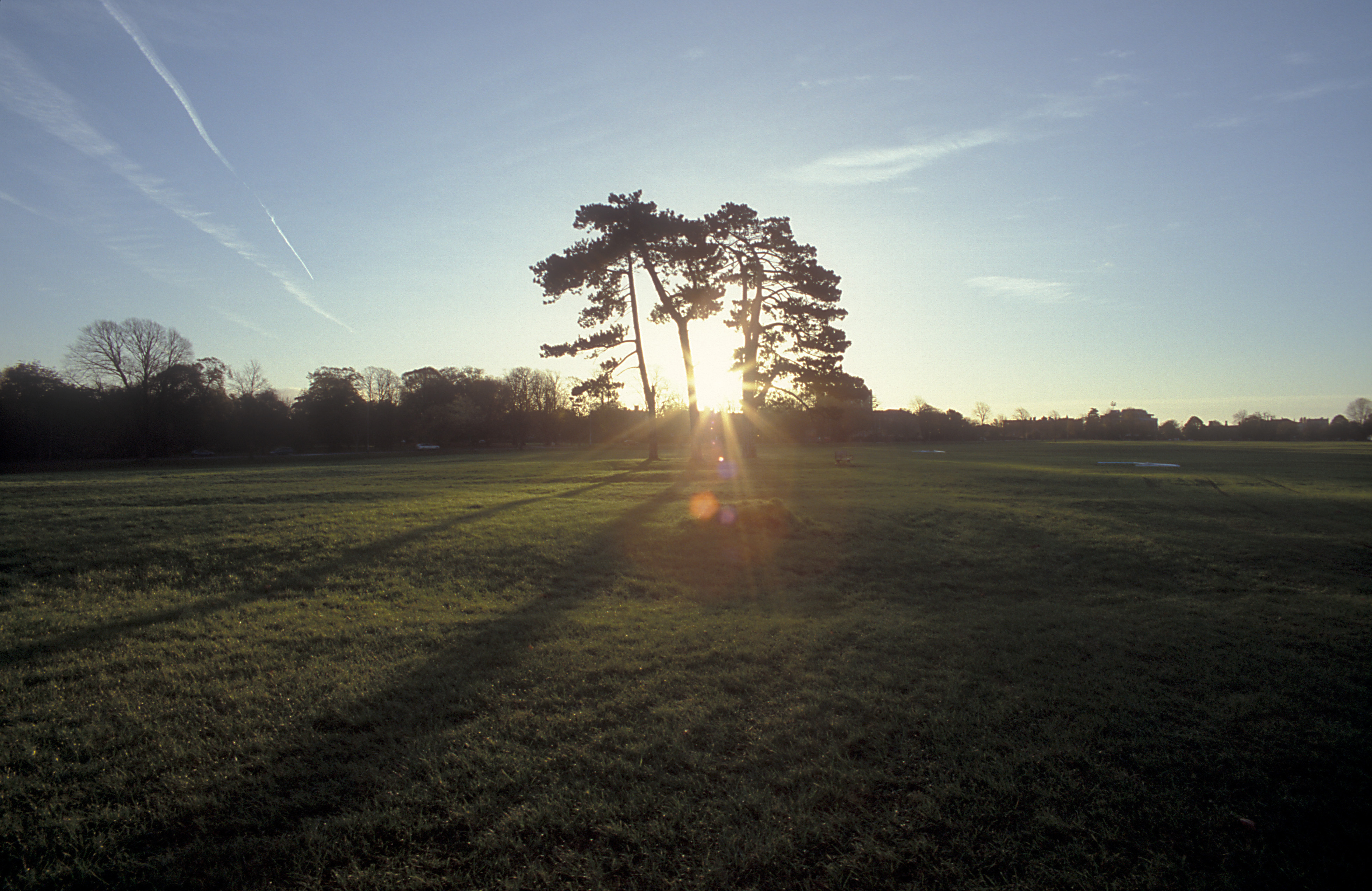
Небольшой внутренний блик
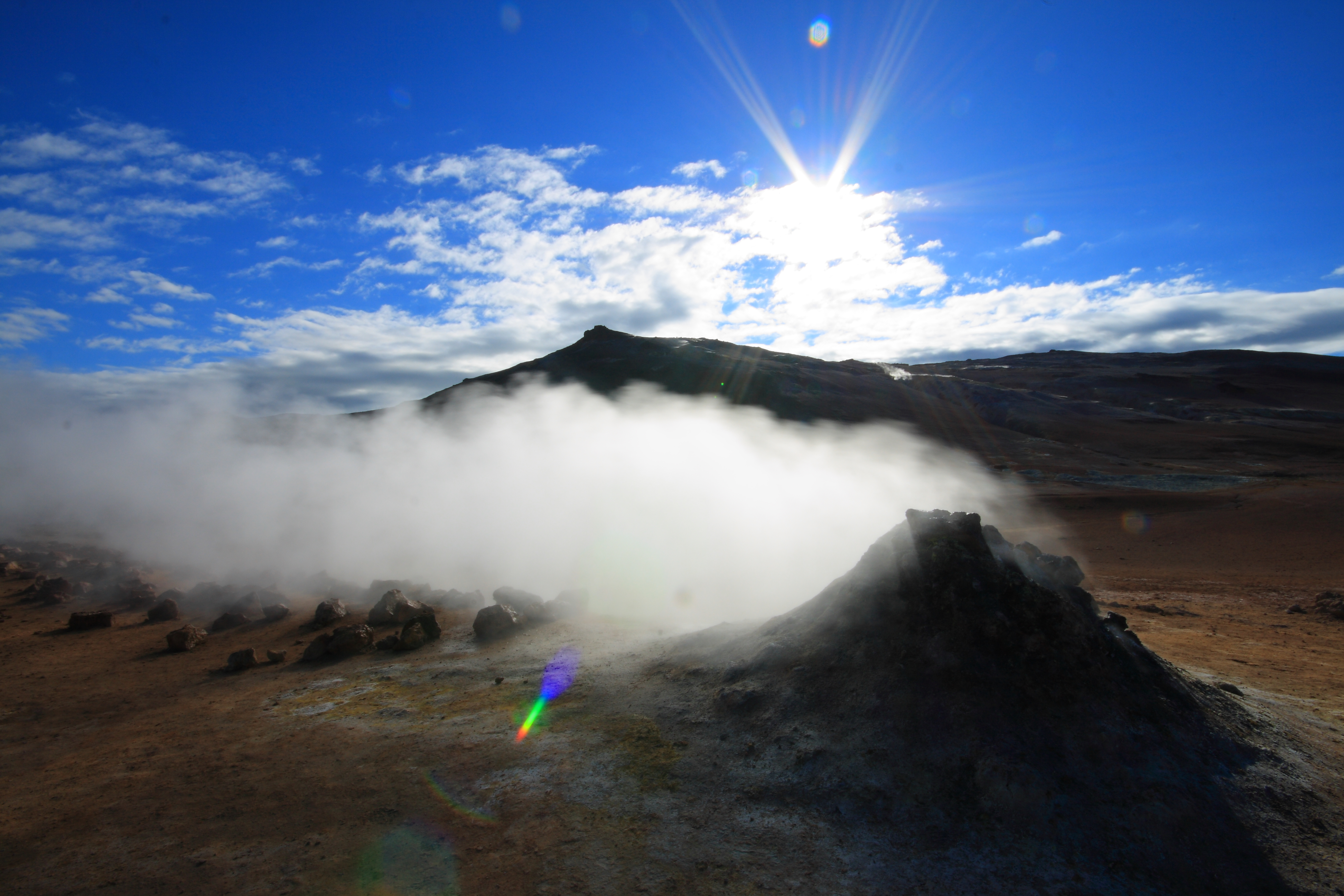
Внутренний блик с дифракцией
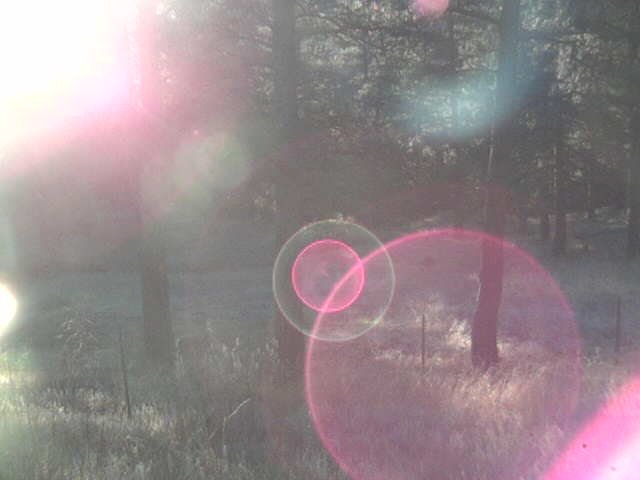
Сильный внутренний блик от линз